# Carbon (Texas)
Carbon é uma cidade  localizada no estado norte-americano do Texas, no Condado de Eastland.

## Demografia
Segundo o censo norte-americano de 2000, a sua população era de 224 habitantes.
Em 2006, foi estimada uma população de 225, um aumento de 1 (0.4%).

## Geografia
De acordo com o United States Census Bureau tem uma área de
2,6 km², dos quais 2,6 km² cobertos por terra e 0,0 km² cobertos por água. Carbon localiza-se a aproximadamente 482 m acima do nível do mar.

## Localidades na vizinhança
O diagrama seguinte representa as localidades num raio de 28 km ao redor de Carbon.